# Liste der Einträge im National Register of Historic Places im Van Buren County (Iowa)

Lage des Van Buren County in Iowa

Die Liste der Einträge im National Register of Historic Places im Van Buren County in Iowa führt alle 21 Bauwerke und historischen Stätten im Van Buren County auf, die in das National Register of Historic Places aufgenommen wurden.

## Legende
| NRHP | Historic Place    |
| HD   | Historic District |

## Aktuelle Einträge
| [ 2 ] | Name                                                            | Bild                                                       | Eintragsdatum        | Lage | Ort                       | Beschreibung                                                                                     |
| ----- | --------------------------------------------------------------- | ---------------------------------------------------------- | -------------------- | --- | ------------------------- | ------------------------------------------------------------------------------------------------ |
| 1     | Aunty Green Hotel                                               |                                                            | 1978 ID-Nr. 78001265 | 602 Washington Street 40° 41′ 55″ N, 91° 48′ 1″ W                                                                        | Bonaparte                 | 1844 errichtetes Hotel; heute Museum und Bibliothek                                              |
| 2     | Bentonsport                                                     | Bentonsport                                                | 1972 ID-Nr. 72000482 | Am Ufer des Des Moines River 40° 43′ 33,4″ N, 91° 51′ 19,1″ W                                                            | Bentonsport               | Historische kleine Hafenstadt mit Gebäuden verschiedener Baustile                                |
| 3     | Bonaparte Historic Riverfront District                          | Bonaparte Historic Riverfront District                     | 1989 ID-Nr. 89000313 | Abgegrenzt durch 2nd Street, Washington Street, den Des Moines River und die Richard Street 40° 41′ 53″ N, 91° 48′ 12″ W | Bonaparte                 | Aus 23 Gebäuden bestehender historischer Distrikt entlang des Flusses                            |
| 4     | Bonaparte Pottery Archeological District                        |                                                            | 1999 ID-Nr. 99000832 | 411-419 1st Street 40° 41′ 51″ N, 91° 48′ 0″ W                                                                           | Bonaparte                 | 1866 errichtete frühere Töpfereien                                                               |
| 5     | Burg Wagon Works Building                                       |                                                            | 1978 ID-Nr. 78001266 | 131 South 2nd Street 40° 38′ 24″ N, 91° 44′ 30″ W                                                                        | Farmington                | 1867 errichtete frühere Wagenbauerwerkstatt; heute Wohnhaus                                      |
| 6     | Des Moines River Schleusen Nr. 5 und 7                          | Des Moines River Schleusen Nr. 5 und 7                     | 1977 ID-Nr. 77000561 | Des Moines River 40° 41′ 51″ N, 91° 48′ 17″ W                                                                            | Bonaparte und Keosauqua   | 1852 errichtete Schleusen als Teil des 1858 aufgegebenen Versuchs, den Fluss schiffbar zu machen |
| 7     | Eisenhower Bridge                                               |                                                            | 1998 ID-Nr. 98000478 | 3 miles east of County Road V56 40° 40′ 43″ N, 92° 7′ 2″ W                                                               | Milton                    | 1888 errichtete Fachwerkbrücke; seit 1930 an dieser Stelle; für den Verkehr gesperrt             |
| 8     | Goodin Building                                                 |                                                            | 2002 ID-Nr. 02000505 | North 106 Front Street 40° 38′ 25″ N, 91° 44′ 38″ W                                                                      | Farmington                | 1875 im neuromanischen Stil errichtetes Kaufhaus; heute Lagerhalle                               |
| 9     | Hotel Manning                                                   | Hotel Manning                                              | 1973 ID-Nr. 73000740 | River Street Ecke Van Buren Street 40° 43′ 47″ N, 91° 57′ 40″ W                                                          | Keosauqua                 | 1854 im Steamboat Gothic genannten Baustil errichtetes Hotel                                     |
| 10    | Kilbourn Bridge                                                 | Kilbourn Bridge                                            | 1998 ID-Nr. 98000477 | Brücke der Lark Avenue über den Des Moines River 40° 47′ 56″ N, 91° 58′ 14″ W                                            | Kilbourn                  | 1908–1909 errichtete sechsteilige Fachwerkbrücke, heute für den Verkehr gesperrt                 |
| 11    | Lacey-Keosauqua State Park, Lodge and Picnic Area (Area A)      | Lacey-Keosauqua State Park, Lodge and Picnic Area (Area A) | 1990 ID-Nr. 90001668 | Park Road im Lacey-Keosauqua State Park 40° 43′ 20″ N, 91° 59′ 39″ W                                                     | südwestlich von Keosauqua | Zwischen 1933 und 1936 angelegte Parkeinrichtungen                                               |
| 12    | Lacey-Keosauqua State Park, Picnic and Custodial Group (Area B) |                                                            | 1990 ID-Nr. 90001669 | Park Road im Lacey-Keosauqua State Park 40° 42′ 57″ N, 91° 58′ 23″ W                                                     | Keosauqua                 | Zwischen 1934 und 1936 angelegte Parkeinrichtungen                                               |
| 13    | Lacey-Keosauqua State Park, Bathing Area (Area C)               |                                                            | 1990 ID-Nr. 90001670 | Park Road im Lacey-Keosauqua State Park 40° 42′ 31″ N, 91° 58′ 14″ W                                                     | Keosauqua                 | Zwischen 1933 und 1936 angelegte Parkeinrichtungen                                               |
| 14    | Abner Martin House                                              | Abner Martin House                                         | 1984 ID-Nr. 84001604 | 180th Street 40° 47′ 4″ N, 91° 55′ 37″ W                                                                                 | Mount Zion                | 1858 errichtetes Wohnhaus                                                                        |
| 15    | Meek’s Flour Mill                                               | Meek’s Flour Mill                                          | 1983 ID-Nr. 83000406 | 1st Street 40° 41′ 52″ N, 91° 48′ 15″ W                                                                                  | Bonaparte                 | 1878 errichtete Getreidemühle; heute Restaurant                                                  |
| 16    | Midway Stock Farm Barn                                          |                                                            | 1999 ID-Nr. 99000126 | Kreuzung von IA 1 und IA 16 40° 48′ 9″ N, 91° 55′ 50″ W                                                                  | nördlich von Keosauqua    | 1918 errichtete Rundscheune                                                                      |
| 17    | Franklin Pearson House                                          | Franklin Pearson House                                     | 1978 ID-Nr. 78001267 | Dodge Street 40° 44′ 8″ N, 91° 58′ 3″ W                                                                                  | Keosauqua                 | 1845 im georgianischen Stil errichtetes Wohnhaus; heute Museum                                   |
| 18    | Voltaire Twombley Building                                      | Voltaire Twombley Building                                 | 1993 ID-Nr. 93000655 | 803 1st Street 40° 43′ 52″ N, 91° 57′ 40″ W                                                                              | Keosauqua                 | 1875 errichtetes Kaufhaus; heute Museum                                                          |
| 19    | Van Buren County Courthouse                                     | Van Buren County Courthouse                                | 1977 ID-Nr. 77000562 | 904 4th Street 40° 44′ 0″ N, 91° 57′ 48″ W                                                                               | Keosauqua                 | 1843 im Stil des Greek Revival errichtetes Justiz- und Verwaltungsgebäude des Van Buren County   |
| 20    | Vernon School                                                   |                                                            | 2002 ID-Nr. 02001024 | 26849 South Street 40° 43′ 17″ N, 91° 51′ 23″ W                                                                          | Vernon                    | 1868 im Italianate-Stil errichtetes Schulgebäude                                                 |
| 21    | Wickfield Round Barn                                            |                                                            | 1986 ID-Nr. 86001447 | 260th Street 40° 40′ 4″ N, 92° 1′ 23″ W                                                                                  | nordöstlich von Cantril   | 1919 errichtete Rundscheune                                                                      |

## Frühere Einträge
| [ 2 ] | Name             | Bild | Eintragsdatum        | Lage                                                                       | Ort       | Beschreibung |
| ----- | ---------------- | ---- | -------------------- | -------------------------------------------------------------------------- | --------- | --- |
| 1     | Keosauqua Bridge |      | 1998 ID-Nr. 98000476 | Brücke des IA 1 über den Des Moines River 40° 43′ 38,7″ N, 91° 57′ 32,3″ W | Keosauqua | 1939 errichtete mehrteilige Fachwerkbrücke; 2007 durch ein neues Bauwerk ersetzt und ein Jahr später aus dem Register gestrichen |